# اسپن (کلرادو)
اَسپِن (به انگلیسی: Aspen) نام شهری کوه‌پایه‌ای در ایالت کلرادو در آمریکاست.
این شهر با وجود جمعیتی کمی بیشتر از ۵۰۰۰ نفر، یکی از مشهورترین مراکز تفریحی زمستانی آمریکاست.
ثروتمندان زیادی در این شهر رفت‌وآمد دارند. به‌طور نمونه، شاهزاده بندر بن سلطان بن عبدالعزیز آل سعود در این شهر منزلی دارد که ۱۳۵ میلیون دلار قیمت‌گذاری شده است.